# Єкпенди
Єкпенди́ (каз. Екпінді) — село у складі Меркенського району Жамбильської області Казахстану. Входить до складу Саримолдаєвського сільського округу.
У радянські часи село називалось Екпенди.
Населення — 1061 особа (2021; 1087 у 2009, 945 у 1999, 916 у 1989).